# Гивенс, Дон
Дэ́ниел Джо́зеф Ги́венс (англ. Daniel Joseph Givens; род. 9 августа 1949), более известный как Дон Гивенс (англ. Don Givens) — ирландский футболист и футбольный тренер. Выступал за английские клубы «Манчестер Юнайтед», «Лутон Таун», «Куинз Парк Рейнджерс», «Бирмингем Сити», «Борнмут», «Шеффилд Юнайтед» и за швейцарский клуб «Ксамакс», а также за национальную сборную Ирландии. После завершения карьеры игрока занимался тренерской работой.

## Клубная карьера
Начал карьеру в футбольной академии «Манчестер Юнайтед», подписав любительский контракт с клубом в сентябре 1965 года. В декабре 1966 года подписал свой первый профессиональный контракт. Несколько лет выступал за молодёжные и резервные команды клуба, а в основном составе дебютировал 9 августа 1969 года, выйдя на замену Тони Данну в матче Первого дивизиона против «Кристал Пэлас» на стадионе «Селхерст Парк». 3 августа 1969 года забил свой первый и единственный гол за «Манчестер Юнайтед» в матче Первого дивизиона против «Сандерленда» на стадионе «Олд Траффорд». Всего в сезоне 1969/70 провёл за «Юнайтед» 9 матчей. В апреле 1970 года в поисках игровой практики покинул клуб, перейдя в клуб Второго дивизиона «Лутон Таун».
В составе «Лутон Таун» Гивенс провёл два сезона, сыграв в общей сложности 90 матчей и забив 22 мяча.
В 1972 году стал игроком лондонского клуба «Куинз Парк Рейнджерс». В сезоне 1972/73 помог «обручам» занять второе место во Втором дивизионе и выйти в Первый дивизион, забив 23 гола в 41 матче лиги. В последующие пять сезонов Гивенс забивал за «Куинз Парк Рейнджерс» уже в высшем дивизионе. В сезоне 1975/76 забил 13 мячей в чемпионате и помог своей команде занять второе место (чемпионский титул «обручи» уступили «Ливерпулю», набравшему только на 1 очко больше, и опередив занявший третье место «Манчестер Юнайтед» на 3 очка). После неудачного для Гивенса сезона 1977/78, в котором он забил только 4 гола в 37 матчах чемпионата, он покинул Лондон. В общей сложности он сыграл за клуб 294 матча и забил 101 гол. Был лучшим бомбардиром «Куинз Парк Рейнджерс» в сезонах 1972/73, 1974/75, 1975/76 и 1976/77.
Летом 1978 года Дон перешёл в «Бирмингем Сити». «Бирмингем» являлся «командой-лифтом», и за три сезона, в течение которых Гивенс выступал за клуб, успел выбыть во Второй дивизион и затем вновь выйти в Первый дивизион. Дон провёл за бирмингемцев 65 матчей и забил 10 голов. В сезоне 1979/80 также выступал на правах аренды из «Бирмингем Сити» в «Борнмуте» (провёл 5 матчей и забил 4 гола в марте 1980 года в Четвёртом дивизионе).
В 1981 году перешёл в «Шеффилд Юнайтед», выступавший в Третьем дивизионе. В матче последнего тура Третьего дивизиона сезона 1980/81 не забил пенальти на последних минутах игры против «Уолсолла» на «Брэмолл Лейн». Если бы он забил, «Уолсолл» выбыл бы в Четвёртый дивизион, а «Шеффилд Юнайтед» сохранил бы себе прописку в Третьем дивизионе. Однако из-за его промаха с одиннадцатиметровой отметки «Шеффилд Юнайтед» впервые в своей истории выбыл в Четвёртый дивизион.
После выбывания «Шеффилд Юнайтед» в Четвёртый дивизион Гивенс покинул команду и в том же 1981 году перешёл в швейцарский клуб «Ксамакс». В Кубке УЕФА сезона 1981/82 забил гол в ворота «Гамбурга» в четвертьфинале. В сезоне 1986/87 помог «Ксамаксу» впервые в истории выиграть швейцарский чемпионат. В 1987 году завершил карьеру игрока.

## Карьера в сборной
С 1969 по 1981 год выступал за национальную сборную Ирландии. 
30 октября 1974 года в матче отборочного турнира к чемпионату Европы 1976 года сделал хет-трик в матче против сборной СССР. Год спустя, 29 октября 1975 года оформил «покер» (4 забитых мяча) в матче того же отборочного турнира против сборной Турции. Несмотря на старания Гивенса, ставшего лучшим бомбардиром отборочной кампании к Евро-1976 (8 голов в 6 матчах), ирландцы не смогли квалифицироваться в финальную часть турнира.

## Тренерская карьера
В 1993 году Гивенс начал работать в тренерском штабе швейцарского «Ксамакса», где он завершил карьеру игрока шестью годами ранее. В 1998 году вернулся в Англию, став тренером молодёжной команды «Арсенала».
С 2000 по 2010 год был главным тренером сборной Ирландии до 21 года.

## Достижения
«Ксамакс»
- Чемпион Швейцарии: 1986/87

## Статистика выступлений
| Клуб                 | Сезон            | Лига | Лига | Кубки | Кубки | Еврокубки | Еврокубки | Итого | Итого |
| Клуб                 | Сезон            | Игры | Голы | Игры  | Голы  | Игры      | Голы      | Игры  | Голы  |
| -------------------- | ---------------- | ---- | ---- | ----- | ----- | --------- | --------- | ----- | ----- |
| Манчестер Юнайтед    | 1969/70          | 8    | 1    | 1     | 0     | 0         | 0         | 9     | 1     |
| Манчестер Юнайтед    | Итого            | 8    | 1    | 1     | 0     | 0         | 0         | 9     | 1     |
| Лутон Таун           | 1970/71          | 41   | 11   | 5     | 2     | -         | -         | 46    | 13    |
| Лутон Таун           | 1971/72          | 42   | 8    | 2     | 1     | -         | -         | 44    | 9     |
| Лутон Таун           | Итого            | 83   | 19   | 7     | 3     | 0         | 0         | 90    | 22    |
| Куинз Парк Рейнджерс | 1972/73          | 41   | 23   | 5     | 3     | -         | -         | 46    | 26    |
| Куинз Парк Рейнджерс | 1973/74          | 42   | 10   | 9     | 5     | 0         | 0         | 51    | 15    |
| Куинз Парк Рейнджерс | 1974/75          | 40   | 16   | 7     | 5     | 0         | 0         | 47    | 21    |
| Куинз Парк Рейнджерс | 1975/76          | 41   | 13   | 6     | 0     | 0         | 0         | 47    | 13    |
| Куинз Парк Рейнджерс | 1976/77          | 41   | 10   | 9     | 2     | 8         | 7         | 58    | 19    |
| Куинз Парк Рейнджерс | 1977/78          | 37   | 4    | 8     | 3     | 0         | 0         | 45    | 7     |
| Куинз Парк Рейнджерс | Итого            | 242  | 76   | 44    | 18    | 8         | 7         | 294   | 101   |
| Бирмингем Сити       | 1978/79          | 39   | 7    | 2     | 0     | 0         | 0         | 41    | 7     |
| Бирмингем Сити       | 1979/80          | 10   | 2    | 1     | 0     | -         | -         | 11    | 2     |
| Бирмингем Сити       | 1980/81          | 10   | 1    | 3     | 0     | 0         | 0         | 13    | 1     |
| Бирмингем Сити       | Итого            | 59   | 10   | 6     | 0     | 0         | 0         | 65    | 10    |
| Борнмут (аренда)     | 1979/80          | 5    | 4    | 0     | 0     | -         | -         | 5     | 4     |
| Борнмут (аренда)     | Итого            | 5    | 4    | 0     | 0     | 0         | 0         | 5     | 4     |
| Шеффилд Юнайтед      | 1980/81          | 11   | 3    | 0     | 0     | -         | -         | 11    | 3     |
| Шеффилд Юнайтед      | Итого            | 11   | 3    | 0     | 0     | 0         | 0         | 11    | 3     |
| Ксамакс              | 1981/82          | 30   | 12   | 4     | 2     | 10        | 2         | 44    | 16    |
| Ксамакс              | 1982/83          | 30   | 11   | 4     | 1     | 5         | 1         | 39    | 13    |
| Ксамакс              | 1983/84          | 30   | 7    | 2     | 0     | 4         | 0         | 36    | 7     |
| Ксамакс              | 1984/85          | 29   | 2    | 6     | 0     | 2         | 0         | 37    | 2     |
| Ксамакс              | 1985/86          | 30   | 2    | 1     | 0     | 7         | 1         | 38    | 3     |
| Ксамакс              | 1986/87          | 23   | 0    | 2     | 1     | 5         | 0         | 30    | 1     |
| Ксамакс              | Итого            | 172  | 34   | 19    | 4     | 33        | 4         | 224   | 42    |
| Всего за карьеру     | Всего за карьеру | 580  | 147  | 77    | 25    | 41        | 11        | 698   | 183   |